# Pembleton Motor Company

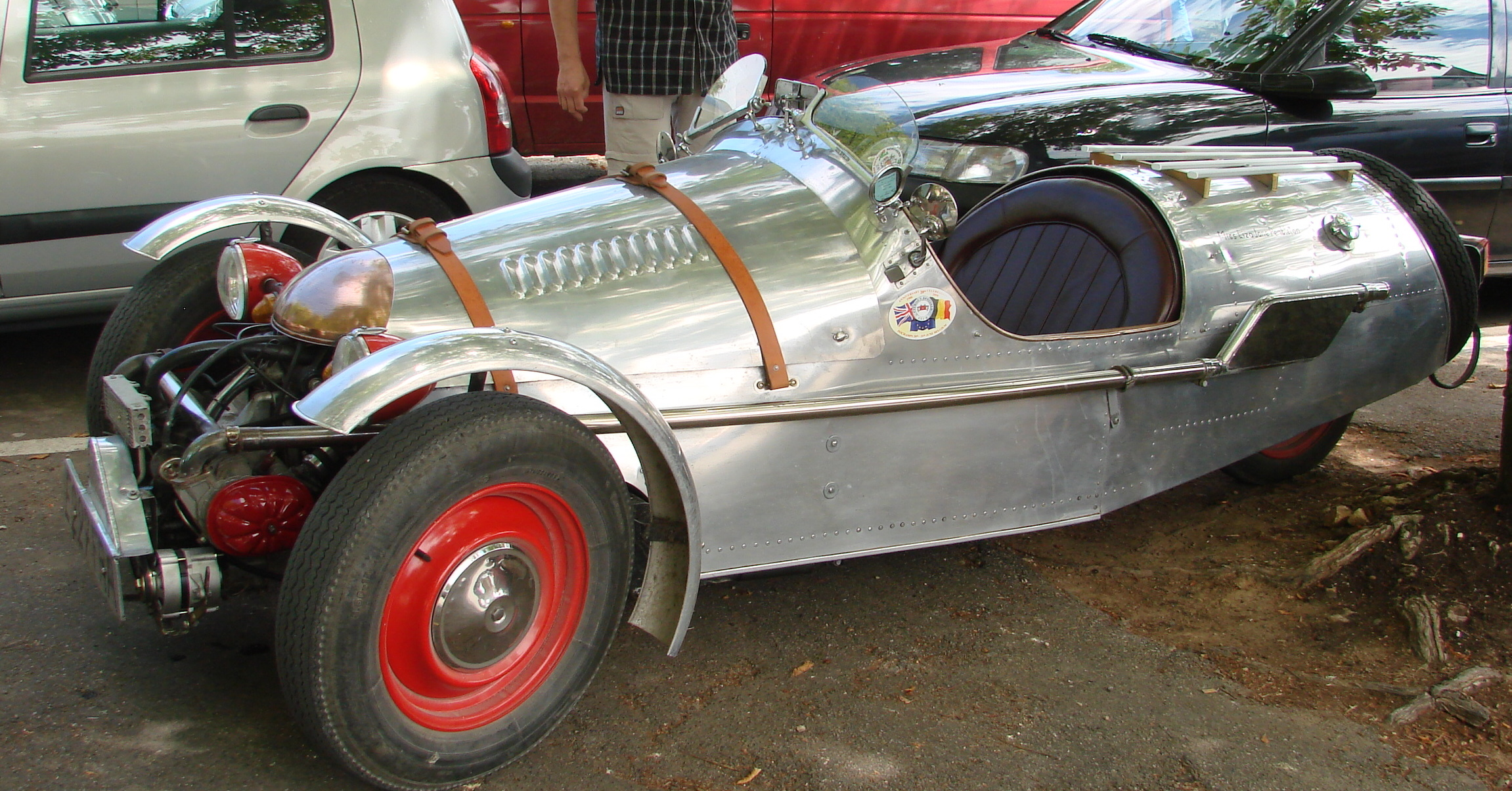
Pembleton Supersports

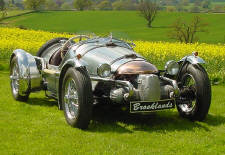
Pembleton Brooklands

Pembleton Motor Company ist ein britischer Hersteller von Automobilen.

## Unternehmensgeschichte
Phil Gregory gründete 1999 das Unternehmen in Leamington Spa in der Grafschaft Warwickshire. Er begann mit der Produktion von Automobilen und Kits. Der Markenname lautet Pembleton. 2008 zog das Unternehmen nach Bayton bei Kidderminster in Worcestershire. Insgesamt entstanden bisher etwa 380 Exemplare.

## Fahrzeuge
Ein Modell ist der Supersports, anfangs Grasshopper genannt. Dies ist ein Dreirad mit hinterem Einzelrad. Er ähnelt den Dreirädern der Morgan Motor Company der 1920er Jahre. Die Basis bildet ein Spaceframe-Rahmen. Darauf wird eine offene Karosserie aus Aluminium montiert. Neben zweisitzigen Roadster gibt es auch Ausführungen mit 2 + 2 Sitzen. In den meisten Fällen treibt ein Zweizylindermotor vom Citroën 2 CV die Fahrzeuge an. Alternativ können Motoren von BMW und Moto Guzzi eingebaut werden.
Der Brooklands ist die vierrädrige Ausführung.